# Бабицький Андрій Маратович
Андрій Маратович Бабицький  (рос. Андрей Маратович Бабицкий; 26 вересня 1964, Москва — 1 квітня 2022, Донецьк) — російський журналіст і пропагандист. 

## Біографія
Син радянського і таджицького актора і кінорежисера Марата Аріпова та сценаристки Зої Бабицкої.
Закінчив філологічний факультет МДУ. У 1987—1989 роках працював у редакції журналу Сергія Григорянца «Гласність», піддавався адміністративним арештам за правову, політичну та видавничу діяльність, яку КДБ СРСР вважав антирадянською.
З 1989 року — кореспондент Радіо «Свобода».
Став відомим завдяки своїм репортажам часів чеченських воєн.
Його репортажі викликали різку критику російських офіційних осіб. Як пише «Радіо Свобода», у січні 2000 року Бабицького затримали російські військові у оточеному Грозному. Він перебував у СІЗО «Чернокозове» на півночі Чечні. Влада звинуватила журналіста в порушенні «правил поведінки журналістів у зоні контртерористичної операції», що викликало протести ЗМІ та правозахисників. Згодом, за твердженням російської влади, Бабицького обміняли на трьох російських військових. Пізніше його вивезли до Махачкали, там видали фальшивий паспорт і одразу заарештували. У жовтні 2000 року його було амністовано. Сам Бабицький стверджував, що так званий обмін був інсценуванням російських спецслужб, а його долю вирішував особисто Путін.
В березні 2014 року він підтримав анексію Криму Росією, висловивши думку, що це «неоспоримое право Росії захищати своїх (кримських) жителів», і у вересні того ж року був звільнений з «Радіо Свобода». Крім того, його звільнили з посади головного редактора сайту «Эхо Кавказа», який входить до складу «Радио Свобода».
З 2015 року журналіст мешкав у Донецьку, співпрацював із російськими ЗМІ та пресою так званої «ДНР», виступав експертом комісій Державної думи з питань «ідеологічної протидії Заходу», висловлювався на підтримку Володимира Путіна. В останні місяці життя Бабицький практично не коментував події, ніяк не висловлювався про російське широкомасштабне вторгнення, яке почалося 24 лютого 2022 року в Україну.
Помер 1 квітня 2022 року у Донецьку, імовірно від ішемічної хвороби серця. Похований у Москві на Хованському цвинтарі.
Був одружений, виховував трьох дітей.